# Вау ен Намус
Вау ен Намус (арап. واو الناموس‎, Wau-en-Namus/Waw an Namus - Оаза комараца) је остатак вулканске активности који се налази у области Вади ел-Хаја, на југу Либије. Смештен је у близини географског средишта Сахаре и обухвата вулканску купу, калдеру (широку 4 километра и дубоку стотинак метара) и поље тамних базалтних стена које се шири 10 до 20 километара од некадашњег кратера. У унутрашњости калдере се налазе три омања слана језера око којих се налази, за Сахару, богата вегетација коју насељавају ројеви комараца, по чему је Вау ен Намус и добио назив.
Захваљујући својој величини и тамној боји стена, Вау ен Намус је лако уочљив на сателитским снимцима тог поднебља, као и његов наставак који се пружа ка југозападу, а потиче од вулканског материјала који је ветар током времена разносио.

## Галерија фотографија
- Остаци купе
- Једно од језера
- Једно од језера
- Врх купе